# Benmoksin
Benmoksin (Neuraleks, Neruzil, mebamoksin) je ireverzibilni i neselektivni inhibitor monoaminske oksidaze (MAOI) hidrazinske klase. On je prvi put sintetisan 1967 i kasnije je korišten kao antidepresiv u Evropi. On više nije u prodaji.